# Emma Olinda Viejo
Emma Olinda Viejo (Flores, Capital Federal, Argentina, 13 de septiembre de 1928) es una escritora, poetisa, educadora, pintora y periodista. Es autora de obras de teatro, cuentos, ensayos, relatos, notas periodísticas y páginas literarias. Conduce talleres literarios, audiciones radiales y preside el Centro Cultural "Somos Dominico".

## Biografía e inicios literarios

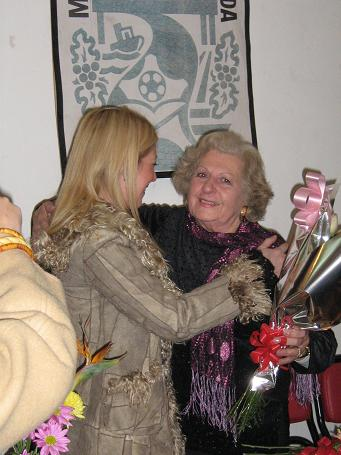
Emma Olinda Viejo.

Si bien nació en Flores, su niñez trascurre en una humilde casa de Villa Domínico, un barrio de la zona sur del Gran Buenos Aires. A los 10 años comienza a escribir y ya en 1947 publica poemas y notas periodísticas en El Amanecer de Villa Domínico, la Revista Mujer y en El Heraldo de Belgrano. Más tarde en La Ciudad, La Calle, Realidad, Noticias de Domínico y en diversos medios periodísticos de la ciudad de Avellaneda.
Dirigió el Departamento de Cultura del Centro de Comerciantes de Villa Domínico y el Periódico Noticias del mismo barrio. Fue redactora jefa de la revista Quilmes Press y subdirectora de la revista Alfa. Durante 1986 creó NOCHE DE POESIA Y COLOR, encuentros literarios que condujo durante once años y que presentó en el Programa Cultural de los Barrios que auspicio la Secretaria de Cultura de la Ciudad Autónoma de Buenos Aires, en Avellaneda, Quilmes y Capital Federal. 
Condujo el Recital de Tango de "Noche de Poesía y Color" en la Universidad Tecnológica Nacional (UTN) en la Primera Feria Regional del Libro en 1990. Sus trabajos fueron leídos en el Café Tortoni, el Viejo Almacén, Poesía Abierta, El Rincón de los Poetas, el Rotary Club y el "Club de Leones". Integró el Primer Plenario Cultural del PAMI de la ciudad de Avellaneda y la Embajada Cultural de la Municipalidad de Avellaneda, al Primer Encuentro de la Cultura del Primitivo Pago de Magdalena. Participó como madrina del Programa Ecológico Naturaleza II, patrocinado por la Fucavi y el CEAMSE.
En 1994 participó del Primer Viaje Cultural a Cheverria, en la provincia de Corrientes, organizado por la Secretaria de Cultura de la Municipalidad de Avellaneda. Ha integrado el Consejo Argentino de la Paz, Gente de Arte y la Sociedad Argentina de Historiadores. Fue junto a otros 19 escritores, fundadora de la SADE (Sociedad Argentina de Escritores) filial Sur Bonaerense, del primer Consejo Comunal Mujeres de Domínico y de El callejón de la huerta, asociación de ayuda para el crecimiento libre y creativo del niño.

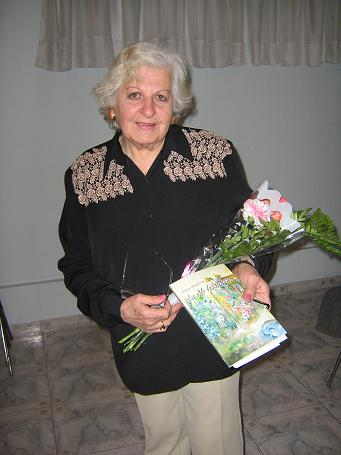
Emma O. Viejo.

Siendo socia fundadora de Alfa Artistas Unidos, un grupo de pintores, escritores, poetas, periodistas y músicos, expuso sus obras en el Salón Azul del Congreso de la Nación y en numerosas galerías de arte de la Ciudad Autónoma de Buenos Aires.
En 1984 inicio Talleres Literario, en el Centro de Comerciantes de Domínico, en la Asociación Gente de Arte de Avellaneda y en el Club Atlético Independiente. Participó en Primer Certamen Nacional de Ensayo y Poesía para la Mujer Argentina Premio Homenaje Alicia Moreau de Justo.
Colaboró como Asesora Literaria en el Taller de Terapia a corto plazo del Hospital Borda, llevó la Literatura al Centro de Rehabilitación del Drogadicto y dictó clases en la Escuela de Educación Especial Post Primaria Clave de Triunfo de Quilmes.
Desde 1994 y durante diez años fue integrante del Coro Estable y Popular de Domínico, conducido por Vicente Castronovo, con el que estrenó "Canto a Domínico", una oda al barrio que se ha convertido en el"Himno a Dominico".

"Por siempre y permanentemente Villa Dominico reconocerá y agradecerá a la señora Emma Olinda Viejo y al señor Vicente Castronovo, destacados convecinos nuestros, que con su fina y entusiasta inspiración le regalan a su comunidad, la letra y la música de algo que hará en el tiempo a vivir sentirnos más cerca de nuestra "patria chica", dado que esta letra y esta música sera ejecutada y entonada en cuanta oportunidad adecuada se viva o se presente" Editor de Voz y Noticias

### Del 2000 a la fecha

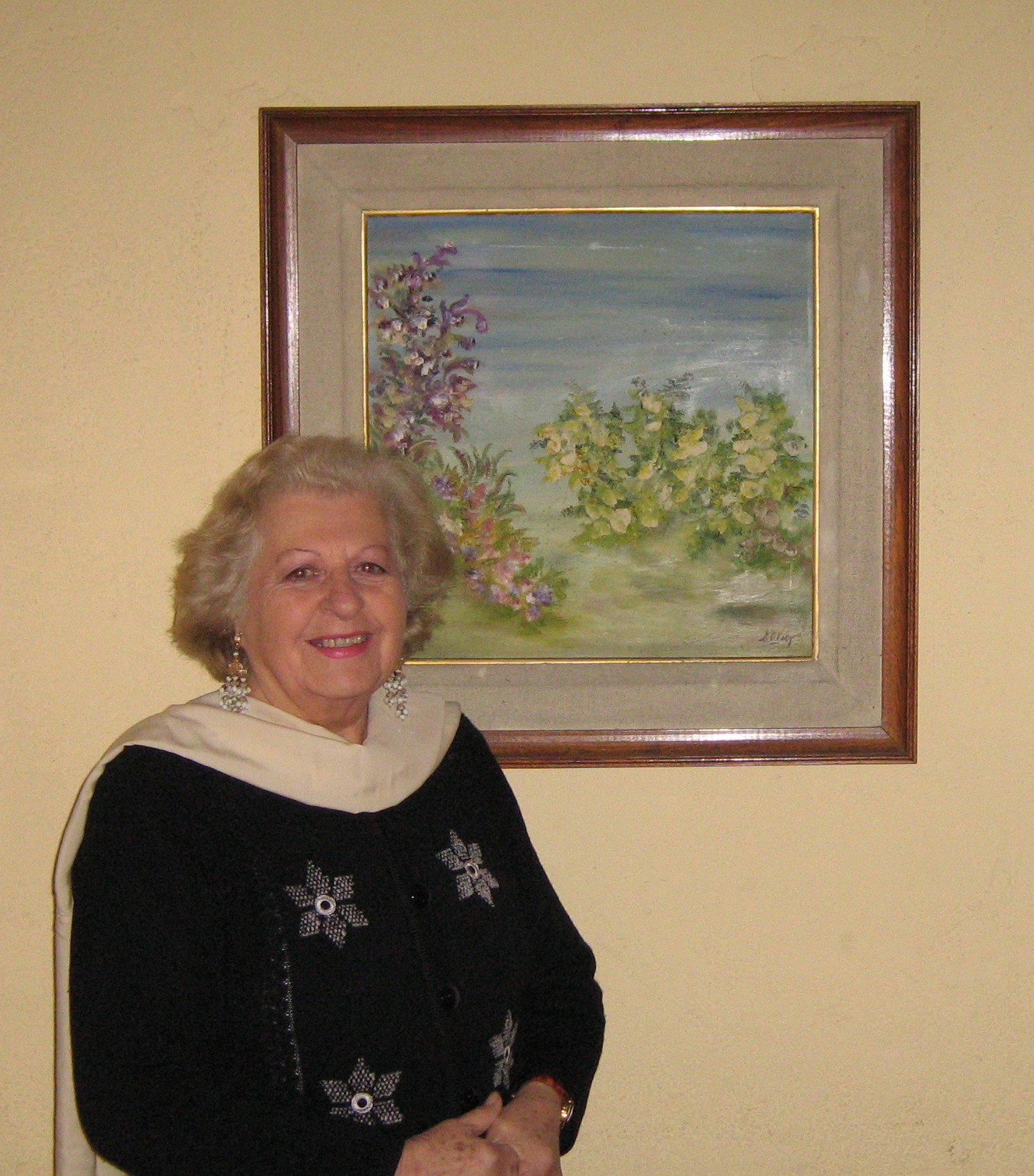
Emma junto a una de sus pinturas.

Sobre idea propia, organizó el Festival de Pintura, Música, Canto, Poesía y Danza, 2000/2001 y estreno su obra "Canto a la Argentina", obra Poética-Musical, que el Grupo Crear conducido por Lucía Lavaissiere, lleva a escena nuevamente en el Teatro Roma, durante el año 2004. Mientras tanto y en el mismo teatro se presentó otra obra suya: "Y en septiembre ni un ramos de rosas".
El 15 de octubre de 2004, por Decreto firmado por el Intendente Baldomero Álvarez de Olivera y el Honorable Consejo Deliberante de la Municipalidad de Avellaneda, es designada "Vecina Destacada de la Cultura de Domínico".
En 2005, invitada por las autoridades de la Escuela 20 de Wilde, presentó: "Sobre vida y obra de Gabriela Mistral", un ensayo de su autoría. Acto que contó con la presencia del Cónsul de Chile, quien pidió los originales de la obra.
En el 2006 participó de la Feria del Libro Cultura Sin Fronteras, Argentina–Paraguay, en el mes de la Hermandad Latinoamericana, en la ciudad de Berazategui; en 2007 participó en el Ciclo Narradores y Poetas del Mercosur en Santa Fe y en la Celebración de la Independencia de la República Democrática del Congo.
En 2007 su libro Desvelos, es declarado de Interés Cultural por la Secretaría de Cultura y Educación de la Municipalidad de Avellaneda.
En 2008 edita su quinto libro "En este transcurrir" presentado en Wilde.

 EL libro nos sumerge en su historia personal, sus recuerdos de infancia (tan parecida a la nuestra). Comienza su libro diciendo que un milagro encontrarnos escritora y lector o lectora y es cierto ya que la vida misma es un milagro y el destino hace que nos encontremos. Cada página nos invita a continuar la lectura, la diversidad de temas hace posible nuestro entusiasmo y curiosidad por saber que descubriremos al dar vuelta la hoja. Adriana Brito (Periodista)

Hoy con sus 80 años, sigue escribiendo.

## En la Pintura

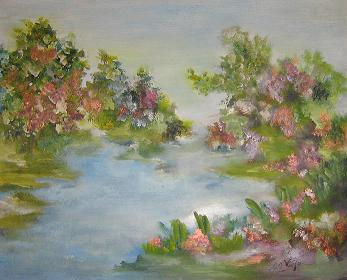
Óleo de Emma Olinda Viejo.

Durante 1998 pinta murales en el anfiteatro Hugo del Carril, en la Unidad Sanitaria N”3, en el Jardín de infantes Nro. 928, en la Estación Villa Domínico, en la Plaza de las cinco esquinas, en distintas instituciones, escuelas y plazas.
Expuso en la primera exposición solidaria en homenaje a la Virgen del Carmen, en el Salón apóstoles de la plástica, el Centro Cultural, la galería de arte del Sindicato de Luz y Fuerza, en el Teatro Roma de Avellaneda, la Universidad Católica de La Plata, el Museo de Arte Contemporáneo Beata Angélica, en el Club Deportivo Domínico y en el Salón Noche de poesía, música y color, auspiciado por la Secretaría de Cultura de Avellaneda.

## Su obra

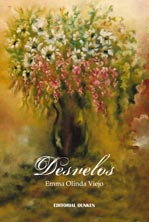
Desvelos.

### Antologías en las que intervino
- 1983 - "Flores con Alma"
- 1984 - "Pasajeras de un Sueño"
- 1986 - "Un 86 en poesía, poesía abierta Daniel Giribaldi"
- 1989 - "Noche de poesía y color I"
- 1991 - "Ventanal a tres tiempos"
- 1993 - "Noche de poesía y color II"
- 2007 - "Antología de poetas de Avellaneda"
- 2007 - "Duendes del Sur II"

### Libros propios

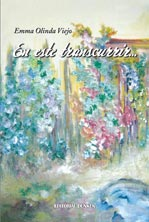
En este transcurrir.

- 1986 - "Tenía que contarte", poesías.
- 1992 - "Y en septiembre ni un ramo de rosas", poesías.
- 1994 - "Inolvidable", relatos y poesía.
- 2007 - "Desvelos", poesías.
- 2008 - "En este transcurrir", narrativa.

### Ensayos
- 1990 - "Lo Inefable sobre la Vida y la Obra de Delmira Agustini".
- 1992 - "El Pensamiento y la Historia en los Quinientos Años de América".
- 1993 - "Luz y Tinieblas en Historia de los Tiempos".
- 1995 - "Introducción a la Filosofía y la Literatura".
- 1996 - "Florida... Calle de Ensueño".
- 2006 -[7] "José María Contursi".

### Obras inéditas
- "La mujer como protagonista" - Ensayo sobre las poetas y sus tiempos.
- "Los Tiempos de Roberto Arlt" - Ensayo sobre Roberto Arlt.
- "Transparencias y oscuridades" - Relato sobre enfermos mentales y drogadictos.
- "La espera" - Poemario.
- "Pájaros en el alma" - Comedia de costumbres para teatro.
- "Sabor de ausencia" - Comedia para televisión.
- "Siempre es empezar" - Novela teatral.

### Obras de teatro
- "Una porción de cielo" - Comedia dramática, estrenada en 1996 y dirigida por Alfredo Iglesias.
- "Canto a la Argentina" - Obra Poética musical. Estrenada por Día Internacional de la Mujer.
- "La otra mujer" - Basada en el libro "Y en septiembre ni un ramo de rosas".

## Distinciones
- 1984 - Primer Premio sobre "Historia y canto a Wilde" otorgado por el periódico Realidad.
- 1985 - Primer Premio Municipal de Periodismo "Mariano Moreno" (Medalla de oro) otorgado por la Subsecretaria de Educación y Cultura de Avellaneda y el Círculo de Prensa Avellaneda-Lanús, por su trabajo "Una lección de pintura".
- 1994 -[8] Primer Premio "Carlota de Dominico", estatuilla y medalla otorgada por la Comisión del Centenario de Villa Domínico, por "Inolvidable" y "Por toda una trayectoria de amor y dedicación por Dominico"
- 2004 - Plaqueta y Diploma por "Persona destacada de Dominico", otorgada por el Consejo Vecinal de la Municipalidad de Avellaneda.